# Piękna Studnia w Nysie

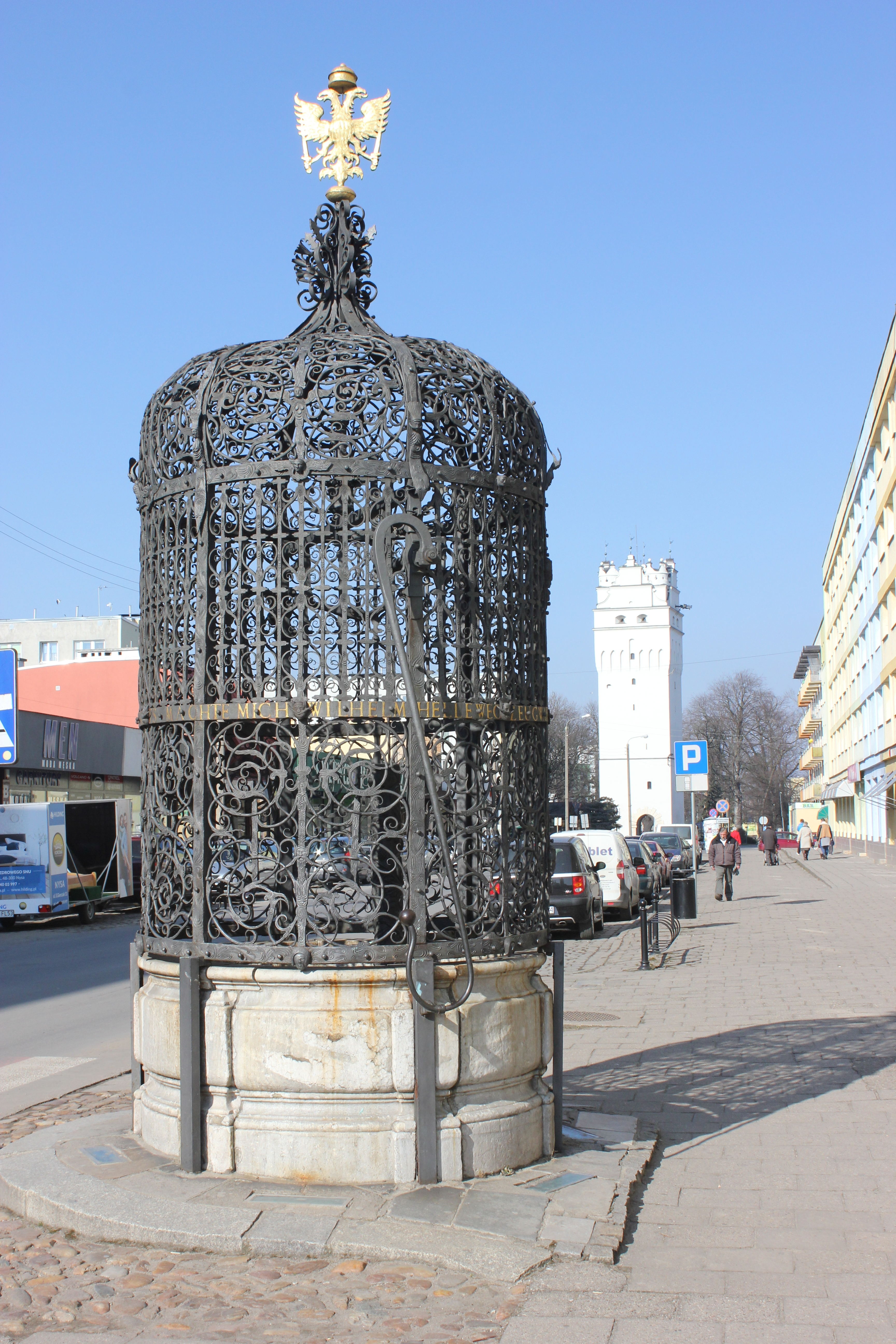
Piękna Studnia

Piękna Studnia w Nysie – jedna z najdawniejszych studni miejskich, nazywana tak ze względu na bogatą dekorację. Stoi w pobliżu rynku, na początku ulicy Wrocławskiej. Jest obiektem unikatowym w skali kraju, uznawanym za arcydzieło barokowej sztuki kowalskiej. Stanowi zarazem jeden z najcenniejszych i najpiękniejszych zabytków Nysy.

## Opis
Głębokość studni wynosi 7 m, sięga ona 2 metry w głąb poziomu wodonośnego. Kamienna cembrowina, wykonana z marmuru sławniowickiego, nakryta jest misterną obudową z żelaznych sztab. Wysokość tej ozdobnej czaszy wynosi ponad 5 metrów, średnica - 186 cm, a masa - około 2600 kg.
Dekorację kraty stanowią liczne motywy roślinne, zwierzęce i fantazyjne, których źródłem jest woda, głównie wizerunki postaci i stworów morskich. Obudowa została zasklepiona u góry i zwieńczona kwiatonami, a na samym jej szczycie umieszczono złoconego dwugłowego orła austriackich Habsburgów. Całą konstrukcję wzmocniono trzema obręczami. Na jednej z nich widnieje napis: „AUS BELIBEN EINES LOBLICHEN MAGISTRATS MACHTE MICH WILHELM HELLWEG ZEUGMEISTER A. D. 1686”.
Cembrowina studni również posiada bogatą dekorację. Zdobią ją główki aniołków, postaci smoków i innych tworów.
Wewnątrz widoczna jest pompa wodna, jedno z pierwszych urządzeń tego typu na Śląsku.
Piękna Studnia stanowi dzieło niejednolite pod względem stylu. Bogactwo ozdób i motywów, wybujała fantazja i olśniewająca forma każą zaliczyć ją do sztuki barokowej, natomiast linearne ornamenty wypełniające konstrukcję kraty noszą raczej piętno renesansu. Można tu również odnaleźć charakterystyczne dla architektury gotyckiej kwiatony.

## Historia
Studnie miejskie pełniły w dawnych czasach niezwykle ważną rolę. Tylko one zapewniały mieszkańcom wodę pitną. Zawsze więc otaczano je troskliwą opieką, zwłaszcza
w okresach najazdów i wojen. Podobnie rzecz się miała i w przypadku Pięknej Studni,
znajdującej się obok nieistniejącego już dziś budynku, należącego do parafii św. Jakuba.
Według legendy podczas wojny trzydziestoletniej (1618-1648), oblegający Nysę Szwedzi usiłowali zmusić miasto do kapitulacji, zatruwając wszystkie studnie. Mieszkańcom udało się jednak odnaleźć podziemną żyłę wodną, z której doprowadzili wodę na ulicę Wrocławską. Ta jedyna wówczas w mieście nieskażona studnia była stale chroniona przez dwóch żołnierzy. Szpiegom szwedzkim udało się jednak uśpić czujność strażników i zatruć to ostatnie źródło wody pitnej. Z tego powodu Nysa musiała się poddać.
Po zakończeniu wojny trzydziestoletniej podjęto działania, aby zapobiec powtórzeniu się takich tragicznych wydarzeń. Rajcy miejscy postanowili odbudować ujęcie wody na ulicy Wrocławskiej w taki sposób, aby skutecznie zabezpieczyć je przed ewentualnymi próbami zatrucia i prawdopodobnie także przed złym urokiem czarownic. Przebudowa studni polegała na zastąpieniu kołowrotu pompą, którą zabezpieczałaby solidna krata. Inicjatorem przedsięwzięcia i fundatorem był ówczesny burmistrz Nysy Caspar Naas. Zlecił on wykonanie tego zadania artyście-rzemieślnikowi Wilhelmowi Hellewegowi, biskupiemu mincerzowi i ślusarzowi. Uroczystość odsłonięcia studni miała miejsce 15 IX 1686, co przypadkowo zbiegło się z datą wyzwolenia stolicy Węgier Budy spod okupacji 
tureckiej.
Przez następne dwa wieki brak jakichkolwiek informacji w źródłach historycznych o tym obiekcie. Dopiero w drugiej połowie XIX wieku pojawiają się o niej wzmianki w literaturze naukowej.
Z Pięknej Studni mieszkańcy Nysy pili wodę aż do 1880 roku. Wówczas przestała być potrzebna, gdyż rozpoczęły pracę nyskie wodociągi. Pozostała jednak wspaniałą ozdobą miasta.
Piękna Studnia, podobnie jak inne zabytki Nysy, przeżyła wiele kataklizmów. Okazała się wyjątkowo odporna na korozję i wandalizm. Przetrwała także wiele bombardowań miasta. W czasie drugiej wojny światowej jej obudowa została ukryta w Forcie Wodnym na obrzeżach parku. 
Studnia była poddawana zabiegom konserwatorskim w latach 1889, 1935 i 1970. Ostatnia
renowacja z roku 2000 przywróciła jej pełny blask. Na szczycie ponownie umieszczono wówczas wizerunek złotego podwójnego orła Habsburgów.

## Piękna Studnia dzisiaj
Z Pięknej Studni nikt już dziś nie czerpie wody. Teraz w tej części miasta stoją bloki mieszkalne, zbudowane w latach sześćdziesiątych XX wieku na miejscu zniszczonych podczas wojny zabytkowych kamienic. Piękna Studnia silnie kontrastuje z tą monotonną architekturą. Obecnie jest nocą podświetlona, przez całą dobę można więc podziwiać jej bogatą ornamentykę. Turyści odwiedzający Nysę wrzucają do jej wnętrza symboliczny grosik, przyrzekając, że kiedyś tu jeszcze przyjadą.